# Jaime León
Jaime León (* 22. Dezember 1961 in Guadalajara, Jalisco) ist ein ehemaliger mexikanischer Fußballspieler, der im Mittelfeld agierte. Nach seiner aktiven Laufbahn arbeitete León als Trainer und aktuell als Sportdirektor.

## Leben
Sein erstes Spiel in der mexikanischen Primera División bestritt León am 20. September 1981 beim Auswärtsspiel seines Heimatvereins Chivas Guadalajara beim Lokalrivalen Tecos de la UAG, das mit 0:2 verloren wurde. Sein erstes und einziges Erstligator im Chivas-Trikot erzielte er am 18. Dezember 1983, als ihm gegen Toros Neza der Spielentscheidende Treffer zum 1:0-Sieg seiner Mannschaft gelang.
Anschließend spielte er für Atlético Potosino, für die er sein letztes Erstligaspiel bei der 0:4-Niederlage am 18. Juni 1989 beim Tampico-Madero FC absolvierte. Sein Verein stieg in die seinerzeit noch zweitklassige Segunda División ab, in der León nach Angaben des ihm gewidmeten Artikels in der spanischsprachigen Wikipedia noch mehrere Jahre lang spielte. Die Wahrscheinlichkeit seiner (dort angegebenen) Stationen lässt sich in Verbindung mit der Liste der mexikanischen Fußball-Zweitligavereine in etwa folgendermaßen rekonstruieren: vermutlich in den Spielzeiten 1989/90 und 1990/91 für Potosino, anschließend für Tampico-Madero (sie spielten zwischen 1991 und 1994 in der zweiten Liga) und zuletzt für Deportivo Tepic, die bis zur Saison 1995/96 in der zweiten Liga spielten.
Nach seiner aktiven Laufbahn arbeitete León unter anderem als Cheftrainer beim in der Primera División 'A' spielenden Filialteam von Santos Laguna und ist aktuell als Sportdirektor beim Erstligisten Deportivo Toluca tätig.